# Alfred James Witzell
Pour les articles homonymes, voir Witzel.
Alfred James Witzell est un comptable et un homme politique canadien. Il est né le 26 avril 1879 à Tracadie-Sheila, au Nouveau-Brunswick. Son père est James Witzell et sa mère est Anne McMahon. Il étudie à l'école supérieure de Tracadie. Il épouse ensuite Ellen Ferguson le 18 juin 1912 et a un enfant. Il est député de Gloucester de 1908 à 1917,. Il est aussi représentant de la paroisse de Saumarez au conseil municipal du comté de Gloucester.